# Marin Verhagen
Marin-Nicolas Verhagen (Sint-Niklaas, 16 oktober 1788 - Nieuwkerken-Waas, 24 augustus 1849) was een Belgisch katholiek politicus.

## Levensloop
Verhagen was de zoon van Jean Verhagen en van Françoise Vollaert. Hij trouwde met Cornelie D'Hanens.
Hij werd gemeenteraadslid van Sint-Niklaas (1830-1836) en provincieraadslid (1836-1849) en vanaf 1837 bestendig afgevaardigde.
Van 1831 tot 1833 was hij korte tijd katholiek volksvertegenwoordiger voor het arrondissement Sint-Niklaas.